# Bolbelasmus tauricus
Bolbelasmus tauricus là một loài bọ cánh cứng trong họ Geotrupidae. Loài này được Petrovitz miêu tả khoa học năm 1973.